# Alfred de Curzon

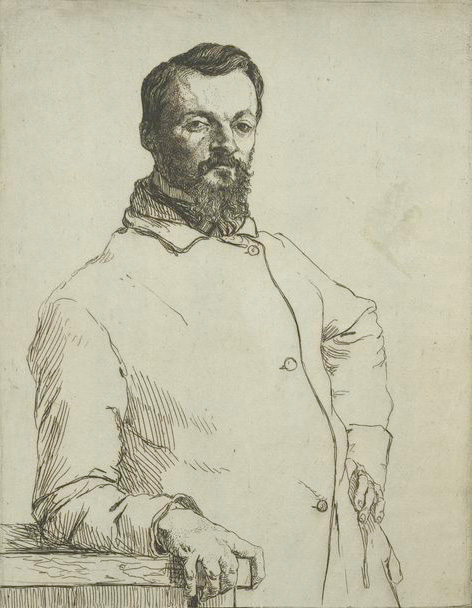
Porträtt av Alfred de Curzon av Félix Bracquemond (1853), New York Public Library.

Paul Alfred de Curzon, född den 7 september 1820 i Migné-Auxances (Vienne), död den 4 juli 1895 i Paris, var en fransk målare. 
Curzon målade landskap och figurstycken med poetisk stämning. Bland hans arbeten framhålls Terracina, Akropolis i Aten, Floden Kefissos, Vy från Ostia (1868), Tasso i Sorrento, Pilgrimen i Subiaco, Dominikanmunkar, som målar sitt kapell (1867, i Luxembourgmuseet), Serenad i Abruzzerna (1874), Romerska campagnan (1887), På toppen av Apenninerna (1888), Roms murar vid Tiberns strand (1890).